# El Mercadal (la Vall d'en Bas)
El Mercadal és un edifici gòtic de la Vall d'en Bas (Garrotxa) protegit com a bé cultural d'interès local.

## Descripció
És un edifici civil de considerables dimensions cobert amb teulada a dues vessants i orientat a migdia, on hi ha un portal dovellat i una finestra transformada en balcó i una altra finestreta treballada en pedra. Tota la façana principal ha estat molt modificada. A la façana de la banda esquerra hi ha dos finestrals amb mitja volta i a la part superior s'obre una gran galeria. A la part del davant de la casa hi ha una gran pallissa i unes quadres.

## Història
Està situat en una costa al cim d'una ostensible elevació. La documentació data del 19 d'octubre de 1291. Pere, prior de Santa Maria de Besalú, reduïa a Guillem de Mercadal el cens que pagava a 10 sous, que havia de fer efectius per a la nit de Nadal. Hi ha un fill il·lustre a la família Mercadal. Antoni Mateu Mercadal, notari que va viure a la segona meitat del segle xvi. Durant els segles XVI, XVII i XVIII el Mercadal constituïa tota la feligresia de Sant Quintí. La família Mercadal i d'altres, com els Vilamala, els Desprat o els Destarrús, intervingueren en un episodi de la guerra contra els francesos del segle xviii.